# High School High
High School High (bra: Uma Escola Muito Doida; prt: Mentes Pirosas) é uma comédia cinematográfica estadunidense de 1996 dirigida por Hart Bochner e estrelada por Jon Lovitz, Tia Carrere, Mekhi Phifer, Louise Fletcher, Malinda Williams e Brian Hooks.

## Enredo
O professor ingênuo Richard Clark (Jon Lovitz) é contratado para ensinar em uma escola barra pesada dominada por gangs, na qual é permitido  propositalmente pela Diretora Evelyn Doyle (Louise Fletcher), Richard enfrenta vários problemas com os alunos, que aos poucos Richard vai conquistando o respeito deles e finalmente conseguindo ensina-los, Richard também desenvolve um romance com a Victoria Chappell  (Tia Carrere) a assistente da diretora.

## Recepção
O filme tem nota 33 no metacritic, com base em 10 criticos.